# Playa de Tingko
Playa de Tingko es una playa popular situado en Daan Lungsod, Alcoy en Cebú, Filipinas. Está localiza en una pequeña laguna pero en el fondo a través de una isla de coral, llamada arrecife de Mabad-en, que está completamente sumergido durante la marea alta y expuesta durante la marea baja. Está separada por un canal muy estrecho de tierra firme. Tingko se caracteriza por ser un extenso tramo de costa en arco, de aproximadamente más de una milla de largo con arena muy blanca y aguas cristalinas bordeadas de palmeras de coco y surcos acantilados de piedra caliza. A unos metros de la orilla del lecho marino se hunde poco a poco hasta una profundidad de varios metros bajo la superficie.